# 노란 토끼 버니
《노란 토끼 버니》(Untalkative Bunny)는 캐나다와 영국이 합작한 애니메이션 시리즈로, 대도시(오타와)에서 살고 있는 노란 토끼의 일상을 다룬 작품이다. 이 시리즈는 4~5분 정도 길이의 작은 에피소드로 구성되어 있다. 에피소드에서는 보통 버니가 대도시에서 겪는 현대 생활의 문제를 다루고 있으며, 가끔씩 초현실적인 요소도 등장한다. 다이어트, 채식주의, 인종주의, 환경 결정론과 같은 현대 사회의 요소들을 풍부하게 담아낸 것이 특징이다. 2001년 4월 15일부터 2003년 7월 4일까지 캐나다의 텔레비전 채널 텔레툰에서 방영하였으며, 영국과 프랑스 (미국 제외)를 비롯한 세계 각국에서도 디즈니 채널을 통해서 방영하였다. 대한민국에서는 EBS를 통해서 방영되었다.
작품의 원제인 Untalkative Bunny는 주인공 버니가 말을 전혀 하지 않고 표정과 바디 랭귀지로만 의사를 표현한다는 특징에서 따온 것이다. 버니의 성별은 정확하게 규정할 수 없는데, 각 에피소드에서 버니의 성 역할을 다르게 묘사하는 것이 원인이라고 볼 수 있다.
작품에서 계속해서 등장하는 다른 캐릭터는 다음과 같다.
- 해설(성우 - 홍영란)
- 다람쥐(성우 - 김승준): 버니의 아파트에 자주 방문하는 주황색의 다람쥐로, 도시 공원의 야생 나무에서 살고 있으나 현대 생활 용품을 갖추고 있다. 때때로 자신의 아들과 딸을 데리고 등장하기도 한다.
- 에뮤(성우 - 오인성): 항상 기분이 안 좋은 심술궃고 못된 성격을 가진 푸른 에뮤로, 버니의 아파트 위층에서 살고 있다. 주로 버니를 곤경에 빠뜨리는 일이 많다.
- 친한 친구(성우 - 국승연): 당돌한 성격으로 버니를 귀찮게 하는 정체를 알 수 없는 분홍색의 생물체.
- 비버(성우 - 이재용): 최신 유행을 지향하는 보라색의 비버. 캐나다 국기 모자를 쓰고 있으며, 좋아하는 스포츠는 아이스 하키이다.

첫 번째 시즌은 5분 짜리 에피소드 65화로 구성되어 있다. 이후의 두 번째와 세 번째 시즌은 첫 번째 시즌에서 공동 작가를 감독한 던 윌튼이 제작하였다. 세 번째 시즌의 일부 에피소드는 영국 지부에서 단독으로 각본이 쓰여진 것도 있다. 만화의 사운드트랙은 대부분 보사 노바와 재즈 음악으로 구성되어 있으며, 프랑스의 재즈 작곡가 마리 루이즈 오르코르가 작곡하였다.